# Sxútxie
Sxútxie - Щучье (rus) - és una ciutat de l'óblast de Kurgan, a Rússia. Es troba prop de la frontera amb l'óblast de Txeliàbinsk, al vessant est dels Urals, a 180 km a l'oest de Kurgan, la capital.